# Tiszaszentimre, Jász-Nagykun-Szolnok
Tiszaszentimre  este un sat în districtul Tiszafüred, județul Jász-Nagykun-Szolnok, Ungaria, având o populație de 2.280 de locuitori (2011). 

## Demografie
Componența etnică a satului Tiszaszentimre
     Maghiari (95,68%)
     Romi (3,13%)
     Necunoscut (0,74%)
     Germani (0,45%)
     Alții (0,74%)
Componența confesională a satului Tiszaszentimre
     Reformați (32,59%)
     Fără religie (23,99%)
     Romano-catolici (21,14%)
     Necunoscută (21,84%)
     Alte religii (1,45%)
Conform recensământului din 2011, satul Tiszaszentimre avea 2.280 de locuitori. Din punct de vedere etnic, majoritatea locuitorilor (95,68%) erau maghiari, cu o minoritate de romi (3,13%). Apartenența etnică nu este cunoscută în cazul a 0,74% din locuitori. Nu există o religie majoritară, locuitorii fiind reformați (32,59%), persoane fără religie (23,99%) și romano-catolici (21,14%). Pentru 21,84% din locuitori nu este cunoscută apartenența confesională.